# ستيوارت ريد (مؤرخ)
ستيوارت ريد (بالإنجليزية: Stuart Reid)‏ هو مؤرخ بريطاني، ولد في 1954 في أبردين في المملكة المتحدة.